# Edificio del Reloj
El edificio del Reloj (en valenciano Edifici del Rellotge) es un edificio modernista situado en la avenida Muelle del Turía sin número de la ciudad de Valencia (Comunidad Valenciana, España). Se trata de una edificación construida en el año 1916, declarada como Bien de Relevancia Local (BRL). Actualmente es la sede de la Autoridad Portuaria de Valencia.

## Edificio
Fue construido por el ingeniero Federico Gómez de Membrillera, originalmente como edificio de viviendas para la burguesía valenciana. Su estilo es ecléctico y academicista con clara influencia del estilo francés de la época. No obstante, aunque su estilo es sobrio y clásico, presenta algunos elementos pertenecientes al modernismo valenciano, como en ciertos detalles de la ornamentación y en el trabajado remate de herrería en el tejado de pizarra. 
Consta de planta baja y dos alturas, la última de ellas abuhardillada. La planta baja posee amplios ventanales y la primera altura balcones. El edificio está rematado en pizarra negra, detalle típico del estilo francés. 
El edificio está coronado por una torre con un amplio reloj, que realza el conjunto y del cual toma su popular nombre. La torre está rematada en pizarra negra, al igual que el edificio. En la parte más alta de la torre se observa una veleta con un barco de vela.